# Юаньцюань
Юаньцюань (кит. спр. 渊泉镇, піньїнь: Yuānquán Zhèn) — містечко в східнокитайській провінції Ганьсу, адміністративний центр повіту Гуачжоу у префектурі Цзюцюань.

## Географія
Юаньцюань розташовується у Коридорі Хесі на північ від гір Ціляньшань, лежить у нижній течії Шулехе.

### Клімат
Містечко знаходиться у зоні, котра характеризується кліматом пустель помірного поясу. Найтепліший місяць — липень із середньою температурою 25 °C (77 °F). Найхолодніший місяць — січень, із середньою температурою -9.4 °С (15 °F).
| Клімат Юаньцюаня        | Клімат Юаньцюаня | Клімат Юаньцюаня | Клімат Юаньцюаня | Клімат Юаньцюаня | Клімат Юаньцюаня | Клімат Юаньцюаня | Клімат Юаньцюаня | Клімат Юаньцюаня | Клімат Юаньцюаня | Клімат Юаньцюаня | Клімат Юаньцюаня | Клімат Юаньцюаня | Клімат Юаньцюаня |
| Показник                | Січ.             | Лют.             | Бер.             | Квіт.            | Трав.            | Черв.            | Лип.             | Серп.            | Вер.             | Жовт.            | Лист.            | Груд.            | Рік              |
| Середня температура, °C | −9               | −4               | 3                | 11               | 18               | 23               | 25               | 23               | 17               | 9                | 0                | −8               | 9                |
| Норма опадів, мм        | 1                | 2                | 3                | 4                | 4                | 7                | 13               | 10               | 2                | 1                | 1                | 1                | 48               |
| ----------------------- | ---------------- | ---------------- | ---------------- | ---------------- | ---------------- | ---------------- | ---------------- | ---------------- | ---------------- | ---------------- | ---------------- | ---------------- | ---------------- |
| Джерело: Weatherbase    |                  |                  |                  |                  |                  |                  |                  |                  |                  |                  |                  |                  |                  |